# Lampides meilichius
Lampides meilichius är en fjärilsart som beskrevs av Hans Fruhstorfer 1921. Lampides meilichius ingår i släktet Lampides och familjen juvelvingar. Inga underarter finns listade i Catalogue of Life.